# Skatebike
De skatebike van het merk Max was eind jaren 80, begin jaren 90 een rage onder jongeren, die vanuit Amerika overwaaide. Een skatebike is te omschrijven als een eenwieler met een set skateboardwieltjes aan de voorkant. De skatebike kan worden gezien als een omgekeerde driewieler. Door middel van balans kan de skatebike de gewenste richting op worden gestuurd. Een grote beugel aan het zadel kan worden gebruikt als houvast, maar ook als hulpmiddel om diverse kunstjes uit te kunnen voeren. 
De skatebikes werden geleverd met een groot stickervel met stickers in fluorescerende kleuren om deze te modificeren.